# Chiesa di Santa Maria del Cancelliere
La chiesa di Santa Maria del Cancelliere, titolo originario chiesa di Santa Maria dei Latini, era un edificio di culto ubicato nel centro storico di Palermo. L'aggregato monumentale comprendente il monastero benedettino sorgeva in «via del Celso».

## Storia
- 1171, Fondatore del monastero il cancelliere Matteo d'Aiello regnante Guglielmo II di Sicilia.[3] Il primitivo nome conferito al luogo di culto è monastero di Santa Maria dei Latini di rito latino per distinguerlo dal monastero del Santissimo Salvatore di rito greco.[4] Il fondatore dispone le celebrazioni del monastero da effettuarsi presso la chiesa di Sant'Eustachio mentre i riti giornalieri di suffragio per le anime dei sovrani Guglielmo I e Guglielmo II di Sicilia, da celebrarsi presso la chiesa di San Paolo.[5]
- XIII secolo, Variazione del nome da monastero di Santa Maria dei Latini a monastero di Santa Maria del Cancelliere.
- 1586, Per concessione di papa Gregorio XIII, l'arcivescovo Cesare Marullo ha la facoltà di aggregare presso questa unità le monache provenienti dal monastero di Santa Lucia sotto la regola di Monte Oliveto. Le monache portano seco la statua di marmo raffigurante Santa Lucia, opera collocata nel monastero e, in seguito, nella navata sinistra della nuova chiesa.[6]
- 1590, Riedificazione della chiesa.[6]
- 1739, Solenne consacrazione presieduta dall'arcivescovo Domenico Rosso.[7]
- 1943, Nella notte tra il 29 e il 30 giugno è effettuato l'ultimo disastroso bombardamento aereo su Palermo, la chiesa è distrutta insieme al monastero. Restano pochi brandelli dell'antica magnificenza, sull'area occupata dal primitivo aggregato sorge un discutibile edificio scolastico. Grazie alla lungimiranza di monsignore Pottino direttore del Museo diocesano, preventivamente sono salvate molte delle opere, ma la struttura e gli affreschi, sono perduti per sempre.

## Interno
Il prospetto si presentava con tre porte d'ingresso abbellite da tre portali in stile rinascimentale con statue e intagli di pietra. A sinistra, con asse principale parallelo alla via del Celso, il parlatorio, derivato dalla trasformazione dell'antica chiesa normanna. L'interno a navata unica era preceduto dal coro delle monache sostenuto da quattro colonne e affrescato da Andrea Carrera, artista che in collaborazione a Gaspare Serenari decorò la volta, le cappelle e l'aula con affreschi e stucchi barocchi. Dietro il presbiterio il coro interno dipinto da Pietro Novelli con storie di San Benedetto e Santa Scolastica del 1635.
Sull'altare maggiore la tela di Gaspare Serenari raffigurante La donazione del monastero da parte del Gran Cancelliere a San Benedetto fra fregi e gelosie in ferro battuto.

### Parete destra
- Prima campata: ?.
- Seconda campata: ?.
- Terza campata: Cappella del Crocifisso. Altare con Crocifisso ligneo.[9]
- Quarta campata: Cappella della Madonna della perla. Altare con tavola della Madonna della Perla o Madonna Imperlata del 1171, donata dal fondatore e così detta per la grande quantità di gioielli che l'adornano.[9] Opera custodita nella Sala dei fondi oro del Museo diocesano.

### Parete sinistra
- Prima campata: Cappella dell'Assunta.[8]
- Seconda campata: Cappella dell'Epifania di Gesù Cristo. L'altare ospitava il famoso Trittico del Cancelliere[10] raffigurante L'adorazione dei Magi tra santi di Mario Di Laurito della prima metà del XVI secolo.[9]
- Terza campata: Cappella di San Benedetto. Altare con dipinto raffigurante San Benedetto opera di Giuseppe Salerno, detto lo «Zoppo di Gangi».[9]
- Quarta campata: Cappella di Santa Lucia. Altare con statua marmorea di Santa Lucia portata dalle suore della Badia di Monte Oliveto al Papireto.[9]

La tavola della Madonna della Perla e L'adorazione dei Magi sono attualmente custodite nel Museo Diocesano, il dipinto La donazione del monastero da parte del Gran Cancelliere a San Benedetto di Gaspare Serenari, proveniente dal presbiterio, è custodito nei depositi dello stesso museo. Alcuni fregi marmorei sono ricoverati nel cortile dell'Oratorio di Santa Caterina d'Alessandria all'Olivella, il paliotto con marmi e lapislazzuli è stato riutilizzato nel presbiterio della chiesa della Madonna della Mercede al Capo. Il bellissimo mobile da sacrestia con preziosi intarsi e intagli è collocato nell'anticamera dell'arcivescovo nel Palazzo vescovile.

### Monastero di Santa Maria del Cancelliere
- Monastero benedettino di Santa Maria dei Latini.[3]

Un camminamento aereo collegava il monastero con la loggia belvedere sul Cassaro.

### Casina di San Polo
- 1774, Dipendenza di villeggiatura.[11]

Residenza estiva ancora esistente in via Sampolo, oggi chiesa di Maria Santissima Ausiliatrice. All'interno di tale chiesa, sull'altare maggiore, una copia del quadro con L'offerta del Gran Cancelliere a San Benedetto.